# Mentorskab
Mentorskab er en relation, hvor en mere erfaren eller vidende person hjælper eller bistår en mindre erfaren eller vidende person.  
Begrebet har taaget navn efter den mytologiske skikkelse Mentor, der optræder i Homers Odysseen.
I USA defineres en mentor generelt som en person med stor erfaring og viden, som har forpligtet sig til at bidrage med at skabe karrieremuligheder og karrierestøtte til sin mentee, dvs. den person, der er i fokus i mentorskabet. I England er der større fokus på mentor som guide, vejleder og coach. David Clutterbuck og Nadine Klasen taler om mentorskabet som en ”lærende alliance, der åbner for talentet” (citat fra bogen ”Implementing Mentoring Schemes”, Butterworth & Heinemann, 2002).
Clutterbuck siger, at hvor den amerikanske definition automatisk antager, at mentor har større anciennitet og magt end mentee, så er den væsentligste dimension af den engelske definition, at mentor har relevant erfaring, som kan være værdifuld for mentee, og at mentee tager ansvar for sin egen læring. Clutterbuck mener, at karriereudvikling ofte er et indirekte resultat af personlig og faglig udvikling, som skaber større og flere muligheder for karriereudvikling. Clutterbucks pointe er, at det er mentors rolle at støtte mentee i denne udvikling eller transformation – ikke at gøre mentees arbejde for ham/hende.
Der findes tre populære definitioner på, hvad en mentor er:
Sage on the Stage – vismanden på scenen
I denne definition er mentor den vigtigste person i samarbejdet mellem mentor og mentee. Det er mentor, som har erfaringen, netværket, magten og indflydelsen. Jo mere vigtig, indflydelsesrig og kendt en mentor er – både i og uden for organisationen, jo mere fortæller dette om mentee: ”Hvis denne person (mentor) vil bruge sin tid og energi på mentee, så må mentee have værdifulde talenter og være værd at investere i!” I denne type mentorskab forventes mentor at have alle svarene. Det er mentor, som definerer hvilke døre, det er vigtigt at åbne for mentee, hvilke job, det er relevant for mentee at søge imod, og hvilke kompetencer mentee bør udvikle. 
Guide on the Side – vejlederen ved min side
I denne definition er mentor ikke vigtig som en synlig person over for omverdenen. Mentor er mere en vejleder, en lærer og en rollemodel. Mentor støtter mentee i mentees udvikling og igennem forandringsperioder i mentees liv og arbejde; mentor deler ud af sin viden og erfaring; og mentor giver gode råd ud fra sin egen erfaring. På denne måde bliver mentors viden og erfaring vigtigere end synlig karrieresucces og magtfulde netværk. Det er således stadig mentor, som giver fra sig, og fokus er på mentees læring.
Learning Alliance – læringssamarbejde
Når mentorskabet defineres som et læringssamarbejde, kommer fokus på relationen: hvordan mentor og mentee samarbejder og lærer gennem samarbejdet. Her er det ikke vigtigt, hvem mentor er, men det er vigtigt, at mentor har erfaring og færdigheder, som kan være relevante for mentee. I denne rolle bliver mentor en person, som lytter og stiller spørgsmål, både udforskende og udfordrende spørgsmål, som giver feedback, og som også giver sin mening til kende og fortæller historier fra eget liv og arbejde. 
Mentee får ikke straks gode råd og løsninger serveret, men hører historier, som kan inspirere, udvikler idéer, der kan bygges videre på, og bliver udsat for spørgsmål, som giver nye indsigter og nye perspektiver. På denne måde får mentee anledning til selv at udvikle sine egne svar og løsninger, afprøve dem og eksperimentere og får hjælp til analyse og evaluering gennem nye samtaler med mentor.
At kalde mentorskabet et læringssamarbejde, betyder også, at mentor samtidigt har fokus på egen læring. Når mentor lytter til mentees udfordringer og bekymringer, hører historier fra mentees liv og arbejde og ser verden gennem mentees øjne, så vil også mentor få nye indsigter og ny viden. Denne situation giver mentor anledning til at reflektere over sin egen adfærd i hverdagen, at overveje sine egne handlinger i udfordrende situationer og generelt til at få ny viden gennem at lytte til mentee.
Begge parter i dette læringssamarbejde har ansvar for deres egen læring, og begge har ansvar for at bringe al deres viden, erfaring og færdigheder ind i samarbejdet for at skabe den bedst mulige læringssituation for begge.

## Mentorskabet i et videre perspektiv
Set med organisationens øjne er mentorskabet en strategisk udviklingsaktivitet, der kan støtte virksomhedens langsigtede mål. Dette gælder også for åbne mentorprogrammer, som etableres f.eks. af både faglige og frivillige foreninger og netværk samt i forskelligt offentligt regi.
Mentorprogrammer kan støtte organisationens behov for kultur- og kompetenceudvikling. Gennem mentorprogrammets design og gennem valg af mentorer og mentees sender ledelsen stærke signaler til alle i organisationen om, hvilke værdier, hvilken adfærd og hvilke kompetencer, det er vigtigt at udvikle for at have en god fremtid i organisationen og for at bidrage til at skabe succesfulde resultater for organisationen nu og i fremtiden.
På samme måde kan åbne mentorprogrammer støtte strategiske målsætninger. Det er f.eks. den faglige forening, som etablerer et mentorprogram for at skabe netværk mellem medlemmerne, for at styrke videndeling og personlig udvikling hos medlemmerne, hvilket på længere sigt vil hjælpe medlemmerne med at udvikle deres markedsværdi og lettere få adgang til nye job og karriereudvikling. Samtidigt styrker mentorprogrammet medlemmernes tilknytning og loyalitet til den faglige forening, som således styrker sin markedsposition. Og det er uddannelsesinstitutioner, som etablerer mentorprogrammer for de studerende for at støtte dem i uddannelsen, så de lærer mest muligt og får en god afslutning på uddannelsen. For uddannelsesinstitutionen sikrer det samtidigt, at ressourcerne anvendes optimalt, der kommer flere studerende hurtigere igennem systemet, og de studerende tiltrækkes af institutionen, fordi den viser større omsorg og interesse for de studerende gennem mentorprogrammet.
Mentorprogrammer kan desuden have samfundsmæssige formål. Det kan være støtte til iværksættere, integration af nydanskere, fastholdelse af unge i ungdomsuddannelser, udvikling af kvindelige ledere m.m., Det er altså i høj grad programmer, som ønsker at bidrage til en bedre udnyttelse af ressourcerne på arbejdsmarkedet samt til større fastholdelse af studerende og udnyttelse af ressourcerne i uddannelsessystemet.

## Mentorskabets værdi for den enkelte
Mentorskabet kan altså have strategisk værdi både for organisationsniveau og for samfundet. Samtidigt kan mentorskabet give plads til udvikling på individets præmisser – både kortsigtet og langsigtet. Når et mentorprogram er igangsat, og de enkelte mentorer og mentees starter deres samarbejde, så indgår de med hver deres unikke udgangspunkt og ønsker til læring. Derfor vil også hvert eneste par arbejde ud fra deres egen unikke situation, uanset hvilket formål organisationen, foreningen eller samfundet har for programmet. Hvert enkelt mentor/mentee-par sætter egne mål og arbejder frem mod disse.